# Cueva Coronado
La Cueva Coronado (en inglés: Coronado Cave) está situada en el sur del estado de Arizona, en los Estados Unidos cerca de la frontera con México. 
Caminar por ella es bastante fácil y la temperatura es constante. Algunos visitantes dicen que la cueva se compone de muchas salas, mientras que otros afirman que es muy pequeña. Algunas de las salas requieren rastreo con el fin de poder entrar. 
La cueva tiene dos estalactitas y estalagmitas. Las mediciones realizadas en ellas indican que tiene aproximadamente 600 pies de largo, un ancho de 70 pies y 20 pies de altura con varios pasajes y caminos angostos.